# HEARTSTOPPER ハートストッパー
『HEARTSTOPPER ハートストッパー』（以下『ハートストッパー』、原題：Heartstopper）は、Netflixで配信されているイギリスのロマンティック・コメディネットドラマシリーズ。

## 概要
アリス・オズマンによる同名のウェブコミックとグラフィックノベルを基にしており、ゲイの高校生、チャーリー・スプリングが新年度に隣の席になったクラスメイト、ニック・ネルソンと恋に落ちるストーリーを中心に、友人のタオやエル、タラ、ダーシーらの高校生活が描かれる。
2019年にSee-Saw Filmsが放映権を獲得。Netflixが2021年に配信権を獲得し、ユーロス・リンが監督を務め、同年の4月から6月にかけて撮影された。アディスカー・チェイスによるオリジナル・スコアに加えいくつかの既存楽曲がシリーズのサウンドトラックとして使用されている。上品な空気感になるよう映像のスタイルやカラーコレクションが設計され、原作の絵を基にしたアニメーションも効果的に用いられた。とりわけトーンやテンポ、LGBTコミュニティレプリゼンテーションが好意的に評価され、配信2日でNetflixの英語シリーズトップ10入りした。劇中楽曲や原案のグラフィックノベルも人気のきっかけとなった。
2022年4月22日に配信を開始。同年5月2日にはシーズン2およびシーズン3の制作が発表され、シーズン2は2023年8月3日に、シーズン3は2024年10月3日に配信開始された。2025年4月22日にはシリーズの完結編として映画の製作が発表された。

## 登場人物・キャスト

### メイン
チャールズ・“チャーリー”・スプリング
演 - ジョー・ロック、日本語吹替 - 峯田大夢
トゥルハム校の10年生（高校1年生）。最近ゲイであることをアウティングされた。進級し隣の席になったニックに一目惚れする。タオ、アイザック、エルと友達。
ニコラス・“ニック”・ネルソン
演 - キット・コナー、日本語吹替 - 岩中睦樹
トゥルハム校の11年生で、ラグビーをやっている。新年度、隣の席のチャーリーと仲良くなる。
タオ・シュー
演 - ウィリアム・ガオ、日本語吹替 - 清水優譲
チャーリーをかばう親友。ランチにエルと同じアップルジュースを飲んでいるが、転校後もついエルの分も買ってしまう。
エル・アラザン
演 - ヤスミン・フィニー、日本語吹替 - 金田愛
チャーリー、タオ、アイザックの友達。トランスジェンダーであることをカミングアウトしており、物語開始時点でヒッグス女子校に転校している。
タラ・ジョーンズ
演 - コリーナ・ブラウン、日本語吹替 - 大平あひる
エルと友達になるヒッグス生。ダーシーと付き合っている。
ダーシー・オルソン
演 - キジー・エッジェル、日本語吹替 - 池田海咲
タラのガールフレンドで、共にエルと仲良くなる。
アイザック・ヘンダーソン
演 - トビー・ドナヴァン、日本語吹替 - こばたけまさふみ
チャーリー、タオ、エルの友達。いつも本を読んでいる。
ヴィクトリア・“トーリ”・スプリング
演 - ジェニー・ヴァルザー、日本語吹替 - 大平あひる
チャーリーの姉。チャーリーの知らぬ間に背後に現れるためよく驚かれる。
ベンジャミン・“ベン”・ホープ
演 - セバスチャン・クロフト、日本語吹替 - 天崎滉平
チャーリーの最初のボーイフレンド。人目のつくところでチャーリーに会うと他人のふりをする。
ハリー・グリーニー
演 - ーマック・ハイド・コリン、日本語吹替 - 林幸矢
ラグビーチームにいるいじめっ子で、チャーリーらに差別的な発言をする。
イモージェン・ヒーニー
演 - レア・ノーウッド、日本語吹替 - 陶山恵実里
ニックの友達のヒッグス生で、彼に片想いをしている。
アジャイ先生
演 - フィサヨ・アキネード、日本語吹替 - 藤高智大
チャーリーを見守る美術教師。
シング先生
演 - チェトナ・パンディア
体育教師で、ラグビー部のコーチ。
バーンズ校長（声のみ）
演 - スティーヴン・フライ、日本語吹替 - 玉井勇輝
トゥルハム校の校長
サラ・ネルソン
演 - オリヴィア・コールマン、日本語吹替 - 近内仁子
ニックの母。

## エピソード

### シーズン1
| 通算 話数 | タイトル           | 監督           | 脚本             | 公開日        |
| --- | ------------------ | -------------- | ---------------- | ------------- |
| 1 | "出会い" "Meet"    | ユーロス・リン | アリス・オズマン | 2022年4月22日 |
| トゥルハム・グラマー高校の生徒であるチャーリー・スプリングは、ベン・ホープと秘密の関係を築いている。その一方で、新年度のクラスで隣の席になったラグビー部のニック・ネルソンを好きになり、彼らは友達になる。チャーリーはニックのセクシャリティに確証がないが、ニックから一緒にラグビーをやらないかと誘われ、チャーリーもそれを受け入れる。ほどなくしてベンが女の子とキスしているのを目撃し、チャーリーはこれ以上会いたくないと伝える。頼まれて仕方なく再会すると無理矢理キスをされてしまうが、駆けつけたニックによって止められる。 |                    |                |                  |               |
| 2 | "恋心" "Crush"     | ユーロス・リン | アリス・オズマン | 2022年4月22日 |
| チャーリーはニックにベンとの関係を打ち明け、ニックもベンのことを非難する。チャーリーの友達、タオ・シューはニックはヘテロセクシュアルのため彼への思いを諦めるよう伝えるが、チャーリーは断る。タオは続けて彼がタラ・ジョーンズという名の女の子に恋していると伝えるが、後日エルは彼女が同性愛者でダーシー・オルソンと恋人であることを知る。チャーリーとニックはそれぞれの家に遊びに行き、チャーリーの家でニックは隣で眠る彼の手を握ろうとし、自身のセクシャリティを問い始める。 |                    |                |                  |               |
| 3 | "キス" "Kiss"      | ユーロス・リン | アリス・オズマン | 2022年4月22日 |
| 友達であるハリー・グリーニーの16歳の誕生日パーティーに招待されたニックはチャーリーのことを誘い、チャーリーも承諾する。タオはニックのせいで自身とチャーリーの友情に距離ができてしまうのではと好ましくない。パーティーではハリーやそのグループの人がニックとタラをくっつけようとするが、タラはニックにカムアウトする。ニックの友達の1人、イモージェン・ヒーニーはニックのことが好きだと伝えてくる。ニックはタラとダーシーのキスを目にした後、人目のつかない部屋でチャーリーと2人きりになる。2人はキスをするが、ニックを探すハリーの声に驚きニックはその場を去ってしまう。チャーリーは悲しみに暮れ1人会場を後にするが、次の日の朝、雨でずぶ濡れのニックがチャーリーの家を訪れる。     |                    |                |                  |               |
| 4 | "秘密" "Secret"    | ユーロス・リン | アリス・オズマン | 2022年4月22日 |
| チャーリーはニックに前の晩のことを謝るが、ニックはチャーリーにキスをする。ニックはまだクローゼットであり混乱していることを打ち明け、チャーリーは何もかも公にする必要はないと伝える。ラグビーの試合後、タオとエルは偶然ニックがイモージェンにデートの誘いを受けている所を目撃する。 |                    |                |                  |               |
| 5 | "友達" "Friend"    | ユーロス・リン | アリス・オズマン | 2022年4月22日 |
| ニックはイモージェンとのデートを断ろうとしていたが、彼女の飼い犬が死んで悲しんでいた為申し訳なく感じ、とりやめる。チャーリーは自分の15歳の誕生日祝いにニックを誘い、ニックも快諾するがイモージェンとのデートの予定と重なってしまう。しかしニックはチャーリーと共にいることにする。誕生日当日、タオはニックとイモージェンのことをチャーリーに伝える。ニックもそれを偶然聞いてしまうが、2人きりの場でチャーリーへの好意を明らかにし、チャーリーらはそれぞれに楽しい時を過ごす。次の日、ニックはイモージェンに彼女に恋愛的な好意が無いことを伝え、イモージェンも彼の誠実さに礼を言う。                                                                                                |                    |                |                  |               |
| 6 | "女の子" "Girls"   | ユーロス・リン | アリス・オズマン | 2022年4月22日 |
| ニックは自身がバイセクシュアルなのではないかと考え始める。タラとダーシーはSNS上でカムアウトしたが、これまでと異なる周囲の反応にタラは戸惑う。トゥルハムとヒッグス合同のオーケストラコンサートの練習の間、ニックは彼女らにカムアウトし、ダブルデートを提案する。タラ、ダーシーがエルからタオへの気持ちを聞いたことで、2人がくっつくようにと密かにトリプルデートを企てる。デート中エルはその意図に気づき、これ以上自身の生活を変えたくない、タオとの友情を守りたいと言うも、ニックとチャーリーの関係を知り幸せな気持ちになる。コンサート本番直前、タラは周囲の同性愛嫌悪の声を聞きショックでその場から去ってしまう。後を追ったダーシーと思いを打ち明けあい、演奏に戻る。             |                    |                |                  |               |
| 7 | "いじめ" "Bully"   | ユーロス・リン | アリス・オズマン | 2022年4月22日 |
| ニックは友人との映画鑑賞にチャーリーを誘い、ハリーとベンは来ないことを伝え安心させる。しかし2人はそこにおり、ハリーはチャーリーのセクシャリティをいじめる。チャーリーが去った後、ニックはハリーにいじめをやめるよう伝えるが、ハリーはチャーリーのことを侮辱し、殴り合いに発展する。その裏ではチャーリーの後を追ったベンが誰も君を好きにならないと言い捨てる。タオはチャーリーを思ったハリーへの口撃が逆に彼の状況を悪化させていることに罪悪感を覚えるが、偶然ニックとの関係を自身にだけ伝えられていなかったことを知ってしまう。後日、タオとハリーは殴り合いの喧嘩に発展し、チャーリーはタオと対立してしまう。                                                                      |                    |                |                  |               |
| 8 | "恋人" "Boyfriend" | ユーロス・リン | アリス・オズマン | 2022年4月22日 |
| ハリーは停学処分になったが、チャーリーとタオの友情はまだ緊張状態である。チャーリーは自身に責任を感じて落ち込み、ラグビー部を辞めニックを無視するようになる。タオとニックは共にチャーリーの幸せを願っていることに気づき、結束する。トゥルハムとヒッグス合同の体育祭の日、チャーリーはアジャイとの会話で思い直す。タオと和解し、ベンによる罵りにも立ち向かう。タオとエルは体育祭を抜け出し2人だけの特別な時間を過ごす。ニックもラグビーの試合を放棄し、チャーリーを連れ出して別れたくないと伝え、2人はキスをする。後日海辺でデートをし、ニックは自身のカムアウトやそれを親しい人に伝える予定を打ち明け、チャーリーは喜ぶ。帰宅後、ニックは母にカムアウトし、彼女もそれを受け入れる。 |                    |                |                  |               |

## 製作

### 執筆・プリプロダクション
2016年、アリス・オズマンが後にカルト的人気を博してグラフィクノベルへと拡がる『Heartstopper』のウェブコミックを始める。2019年未明、2018年にオズマンのKickstarterキャンペーンを手伝ったパトリック・ウォルターズの提案で、See-Saw Filmsがオズマンに脚本の執筆を打診する 。オズマンは10代の為の有益なLGBTレプリゼンテーションが不足しており、それをやることに興味があると述べており、本作がLGBTの若者が潜在的に"彼らは幸せを見出し、ロマンスを見出し、友情を見出せる"と確信させるものになることを期待している。オズマンはグラフィックノベルの最初の2巻を基に脚本を執筆し、See-Saw Filmsはそれを気に入り、7月後半に放映権を獲得した。
2021年1月20日に、Netflixが『ハートストッパー』を30分8エピソードのシリーズとしたことが明らかにされた。オズマンとウォルターズはNetflixが世界的な可用性から最良のプラットフォームであると考えた。ユーロス・リンが監督およびエグゼクティブ・プロデュースとして打診され、リンは原作を読んだことがなかったが、魅了的な脚本であると考えた。Netflixの「キッズ＆ファミリーコンテンツ」ディレクターのパトリック・ウィーラーは若年層に関連するシナリオのため、語るにふさわしいストーリーだと述べている。また、パトリック・ウォルターズ、ジェイミー・ローレンソン、ハカン・コウセッタ、レイン・カーニング、エミル・シャーマンもシリーズの製作総指揮に、ゾーラナ・ピゴットがプロデューサーに決定した。プロダクションデザインはティム・ディッケルが担当し、マックスウェル・ファインがセットを、ゾーイ・サイファートがプロップを務めた。製作の間、"Evergreen"がワーキングタイトルに使用された。

### キャスティング
忠実な描写にするため、オズマンは実際の若者を起用することにした。ダニエル・エドワーズ・ガイがキャスティングディレクターを務め、5人のメインキャラクターと3人のリカーリングのためのオーディションが2021年の1月から2月にかけて行われた。オズマンはアレッドは原作での彼自身のストーリーに敬意をあらわし、登場しないことを説明した。Zoomでの1万人以上のオーディション後、2021年4月にオズマンは最初のキャスティング発表をした。キット・コナーとジョー・ロックがそれぞれニックとチャーリーに決定し、本作がロックの俳優デビュー作となった。コナーは元々チャーリー役でオーディションを受けていたが、プロデューサーが直にニック役に変更した。 ロックがチャーリー役に決まった後コナーはニック役のオーディションを行い、彼らはたった数時間で親しくなり、製作チームは2人の間にケミストリーを見出した。
数日後、ヤスミン・フィニー、セバスチャン・クロフト、ウィリアム・ガオ、コリーナ・ブラウン、キジー・エッジェル、コーマック・ハイド・コリン、レア・ノーウッド、トビー・ドナヴァンを含む残りのキャストが発表された。ジェニーは5月にキャストに加わった。最後のオーディションは対面で行われた。オズマンがサラ役に著名な役者を起用することに興味を示し、リンは以前にも作品を共にしたオリヴィア・コールマンに働きかけ、オファーが承諾された。原作ファンもまたコールマンがシリーズにふさわしいと思うだろうとされた。リンはコールマンの本能的で暖かな人柄がニックの母親であるサラに合うだろうとしている。